# Staromajnskij rajon
Lo Staromajnskij rajon (in russo Старомайнский район?) è un rajon dell'Oblast' di Ul'janovsk, nella Russia europea; il suo capoluogo è Staraja Majna.